# Henri Blocher
Pour les articles homonymes, voir Blocher.
Henri A. G. Blocher, né le 3 septembre 1937 à Leyde (Pays-Bas), est un théologien chrétien baptiste français. 

## Biographie
Il né le 3 septembre 1937 du pasteur baptiste Jacques Blocher. Il est le petit-fils d'Arthur et Madeleine Blocher ainsi que du théologien néerlandais Hendrik Marius van Nes.
Il a étudié la théologie à la Gordon Divinity School de Wenham (Massachusetts) et a obtenu un Bachelor of Arts en 1959.

### Ministère
En 1961, il devient professeur à l'Institut biblique de Nogent-sur-Marne jusqu’en 2016. En 1965, il devient professeur de théologie systématique à la faculté libre de théologie évangélique de Vaux-sur-Seine, en France, jusqu’en 2003, dont il est l'un des doyens honoraires. En 2003, il devient professeur de théologie systématique au Wheaton College à Wheaton (Illinois) jusqu’en 2008.

## Distinctions
Il a reçu deux doctorats honoris causa .
Il a reçu le prix de « Personnalité de l'année 2018 » de la rédaction du Christianisme Aujourd'hui pour sa contribution majeure à la réflexion théologique du protestantisme évangélique francophone et international.

## Publications
- Révélation des origines, Presses bibliques universitaires, PBU, 2001 (1re éd. 1979) (ISBN 978-2-82850037-5).
- Le Mal et la Croix, Sator, 1990.
- Original Sin: Illuminating the Riddle, Appolos, 1997.
- La Doctrine du péché et de la rédemption, Vaux-sur-Seine, Édifac, 2001, 368 p.
- La Doctrine du Christ, Vaux-sur-Seine, Édifac, 2002, 318 p.
- La Bible au microscope : exégèse et théologie biblique, vol. 1, Vaux-sur-Seine, Édifac, 2006, 314 p.
- La Bible au microscope : exégèse et théologie biblique, vol. 2, Vaux-sur-Seine, Édifac, 2010, 240 p.
- L’espérance chrétienne, Vaux-sur-Seine, Excelsis-Édifac, 2012, 160 p.
- La foi et la raison, Vaux-sur-Seine, Excelsis-Édifac, 2015, 144 p.